# Rundkirche von Helsingborg

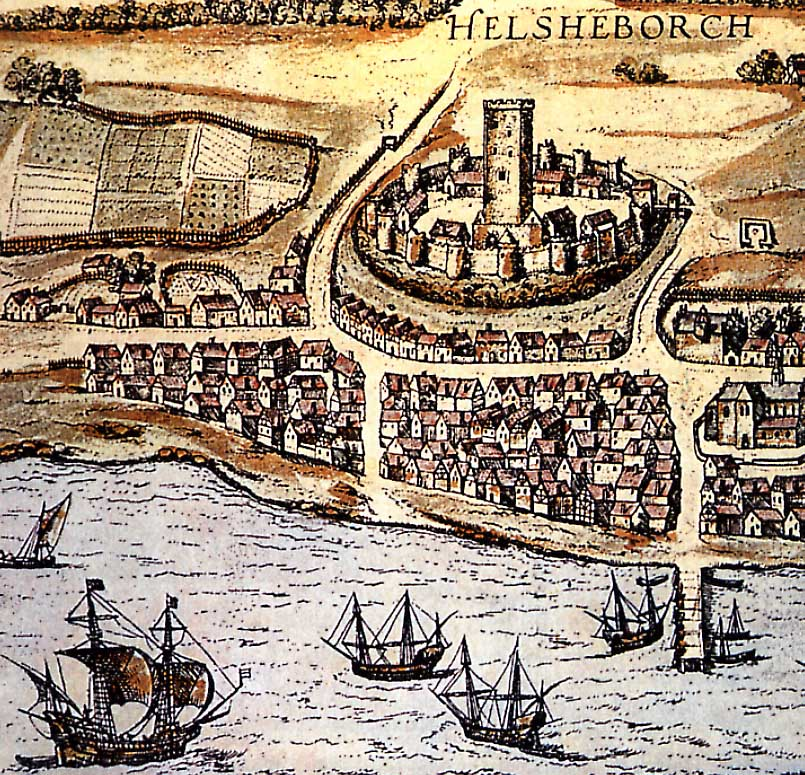
Helsingborg mit Wallanlage 1588

Die Rundkirche von Helsingborg zählte zu den Rundkirchen in Skandinavien. Sie wurde in der ersten Hälfte des 12. Jahrhunderts in Helsingborg, Provinz Skåne, erbaut. Am Ende des 17. Jahrhunderts wurde sie gemeinsam mit der gesamten Burganlage zerstört.
Der Name der Kirche lässt sich nicht genau feststellen, nach Auffassung von Rikard Hedvall hieß sie jedoch St. Mikael. Von dieser ehemaligen Rundkirche ist nur wenig bekannt. Sie befand sich an der Stelle der späteren Helsingborg und wurde vermutlich in deren Wallanlagen integriert. Diese mittelalterliche Befestigungsanlage wurde 1150 erbaut und 1680, nach dem Frieden von Roskilde auf Geheiß Königs Karl XI von Schweden geschleift. Einzig erhalten geblieben ist bis heute der Kärnan.